# Чипиженко, Ирина Георгиевна
Ирина Георгиевна Чипиженко (род. 21 августа 1937, Москва) — советская и российская актриса театра и кино.

## Биография
Ирина Чипиженко родилась 21 августа 1937 года. Её родители были актёрами. В начале войны отец Ирины Георгиевны ушёл добровольцем на фронт и пропал без вести.
В 1962 году закончила Театральный институт имени Бориса Щукина.
В кино дебютировала в 1960 году, сыграв эпизодическую роль в фильме «Леон Гаррос ищет друга» совместного производства кинематографистов СССР и Франции. 
В 1962—1963 годах выступала на сцене Омского театра драмы, а в 1963—1965 годах — в Алтайском краевом театре драмы.
В 1965 году переехала в Грозный, где 10 лет отслужила в Русском театре драмы.
В 1975 году Ирине Чипиженко было присвоено звание заслуженной артистки Чечено-Ингушской АССР. Позднее, актрису наградили медалями «За высокие достижения» и «За заслуги перед Чеченской Республикой».
С 1975 по 1982 год — актриса Москонцерта.
С 1982 по 1999 год играла в Московском гастрольном театре комедии.
С 1999 года играет в московском Театре Луны, а с 2003 года регулярно снимается в сериалах.

## Личная жизнь
Мать: Нина Фёдоровна (1914—2013 гг).
Артистка была замужем два раза.
Первый супруг, Евгений Бахарев, на момент знакомства капитан-лейтенант. В 1957 году в семье родилась дочь Елена. Супруги развелись.
Имя своего второго мужа Ирина Георгиевна скрывает. Известно, что супруг артистки работал директором и режиссёром нескольких фильмов на киностудии имени Горького. Этот брак также распался.
Внучка Ольга (род. 1984 год).

## Фильмография
- 1960 — Леон Гаррос ищет друга — лифтёрша
- 1965 — Наш дом — воспитательница Катя
- 2003 — Сыщики-2 — соседка Хазарова
- 2008 — Глухарь — Степановна
- 2010 — Ёлки — бабушка в магазине
- 2011—2016 — Восьмидесятые — Октябрина Степановна
- 2012 — Интерны — Зоя Семёновна
- 2013 — Операция «Кукловод» — баба Маруся
- 2015 — Метод (2 сезон, 6 серия )
- 2016 — Кухня (6 сезон) — Анна Петровна
- 2018—2021 — Фитнес — Алла Сергеевна Абель
- 2019—2021 — Война семей — Надежда Ивановна
- 2019 — ИП Пирогова (1—2 сезоны) — соседка
- 2023 — Бедные Абрамовичи — Муся Львовна

## Награды
- 2013 — Медаль «За заслуги перед Чеченской Республикой»
- 2013 — Медаль Министерства культуры Чеченской Республики «За высокие достижения»
- 2005 — Благодарность Президента Чеченской Республики